# Sylvia Lamsfuß
Sylvia Lamsfuß (* 31. Oktober 1951 in Bonn; † 31. Januar 2023 in Wangerland) war eine deutsche Journalistin und Schriftstellerin.

## Leben und Wirken

### Herkunft, Ausbildung und Privatleben
Sie wuchs als Stieftochter des Malers und Bildhauers Johannes Wolf (1939–2002) im Siegburger Ortsteil Kaldauen auf und legte 1970 am neusprachlichen Mädchengymnasium ihrer Heimatstadt ihr Abitur ab. Anschließend studierte sie Anglistik, Germanistik, Slawistik, Geschichte und Theaterwissenschaften an den Universitäten in Bonn und Köln. Das Studium konnte sie 1976 mit dem Magister abschließen.
Seit 1994 lebte sie mit ihrem Ehemann Klaus Schick auf einem Bauernhof im Ortsteil Funnens der ostfriesischen Gemeinde Wangerland. Dort war sie seit Oktober 2021 Vorsitzende des Mobilitätsvereins Wangerland, der einen Bürgerbus organisiert. Lamsfuß starb Anfang 2023 im Alter von 71 Jahren.

### Berufliche Karriere
Bereits ab dem Alter von 16 Jahren war sie als freie Mitarbeiterin für Lokalzeitungen tätig. Nach dem Studium arbeitete sie dann bis 1989 als Redakteurin für den Bonner General-Anzeiger. Seitdem wirkte sie als Sprachlehrerin, freie Autorin und Übersetzerin. Im Juni 2009 erhielt sie eine Anstellung als Lektorin und Werbemanagerin beim Neugarmssieler McGinley-Verlag. In den 1970er Jahren hatte Lamsfuß erste Gedichte veröffentlicht und 2006 erschien ihr Debütkriminalroman um die jeversche Kommissarin Dörte Wilhelms. Diese ist auch die Protagonistin ihres zweiten und dritten Buches.

## Werke
- Der Teufel ist ein Eichhörnchen. BoD-Edition, 2006, ISBN 978-3-83345-281-9
- ... weil's Kindlein schlafen will. Schardt Verlag, Oldenburg, 2007, ISBN 978-3-89841-351-0
- Halber Mond, du gehst so stille. BoD-Edition, 2012, ISBN 978-3-84823-282-6